# 布莱德·恩齐曼德
波昂金科西·伊曼纽尔·“布莱德”·恩齐曼德（英語：Bonginkosi Emmanuel "Blade" Nzimande；1958年4月14日—），南非政治家，现任高等教育、科技部长和南非共产党全国主席，曾任南非高等教育和培训部长、运输部长、代理内政部长、南非共产党总书记。他出生于纳塔尔省（今夸祖鲁-纳塔尔省）姆松杜兹地方自治市伊登戴尔，毕业于纳塔尔大学。